# 吳德水
吳德水（约1906年—1993年），臺灣台中縣東勢鎮客家人，臺中縣第一、二屆縣議員，木材商人，晚年贈土地給政府以建立德水園身心障礙教養院。

## 生平
吳德水為東勢客家人，畢業於臺中師範學校簡易師範科後於潭子與東勢小學執教，北海道大學講習班肄業，1945年從教職退休改從事木材行，生二男四女。
吳德水創立東勢德發木行，自1952年設置杉苗圃一所約零點五公頃，養成樹苗達四十餘萬株。當台中縣開始辦理縣議員選舉時，他認為山城地區建設落後，便投入台中縣第一屆縣議員選舉，之後一、二任期內，產業道路多數是在他任內爭取興建的。在議員期間為中國國民黨籍。1952年，為促進豐原至東勢敷設完成東豐鐵路，臺中仕紳以林鶴年為首，組織東勢地方開發促進委員會，吳德水也擔任委員。
吳德水還經營由臺美合作、農復會補助的苗圃，在東勢文昌廟前設置養成杉苗約五十餘萬株，無償分配農民種植，並協助政府推廣造林，於1953年中縣樹苗養成比賽結果成績優良。該年冬，爆發東榮木材行越境盜砍東勢五五林班全區林木、及其隔鄰第六七、六八兩林班樹木的盜伐案。1954年7月28日，他和其他股東因此案捲入，遭判兩到一年。
吳德水先後擔任世界客屬總會台中縣分會首任理事長、及大甲溪上游建設委員會主任委員，後因為李登輝著作影響，下定決心回東勢鎮務農。1961年，他專心經營果園，先後獲得兩次全省模範農民獎，其果園的「王子果園」大理石紀念碑，還是李登輝父親李金龍命名的。
約1990年前後，吳德水罹患帶狀性皰疹，治療失敗，造成脊椎損傷。為了這場病，他看遍各大醫院，最後依然只能以輪椅代步，讓他體會殘障者及老年人是亟需社會關懷的一群。豐原醫院就醫期間，他發現殘障者常常長期佔用病房，會影響到一般急性病患的病床，因此跟身為姻親的院長許國敏表示，想要贈地給政府，以興建一間屬於殘障、老人的養護院。
1992年5月1日，豐原醫院九周年院慶時，舉行贈地儀式，由縣長廖了以主持。所贈土地在東勢鎮茂興里、通往卓蘭鎮的台三線旁，四週均為果園，可遠眺大安溪，佔地三千坪左右，離豐原醫院僅半個小時的車程。此義舉受到李登輝的注意，特地到豐原醫院探慰吳德水。
1993年，吳德水以八十八歲高齡去世。

## 身後

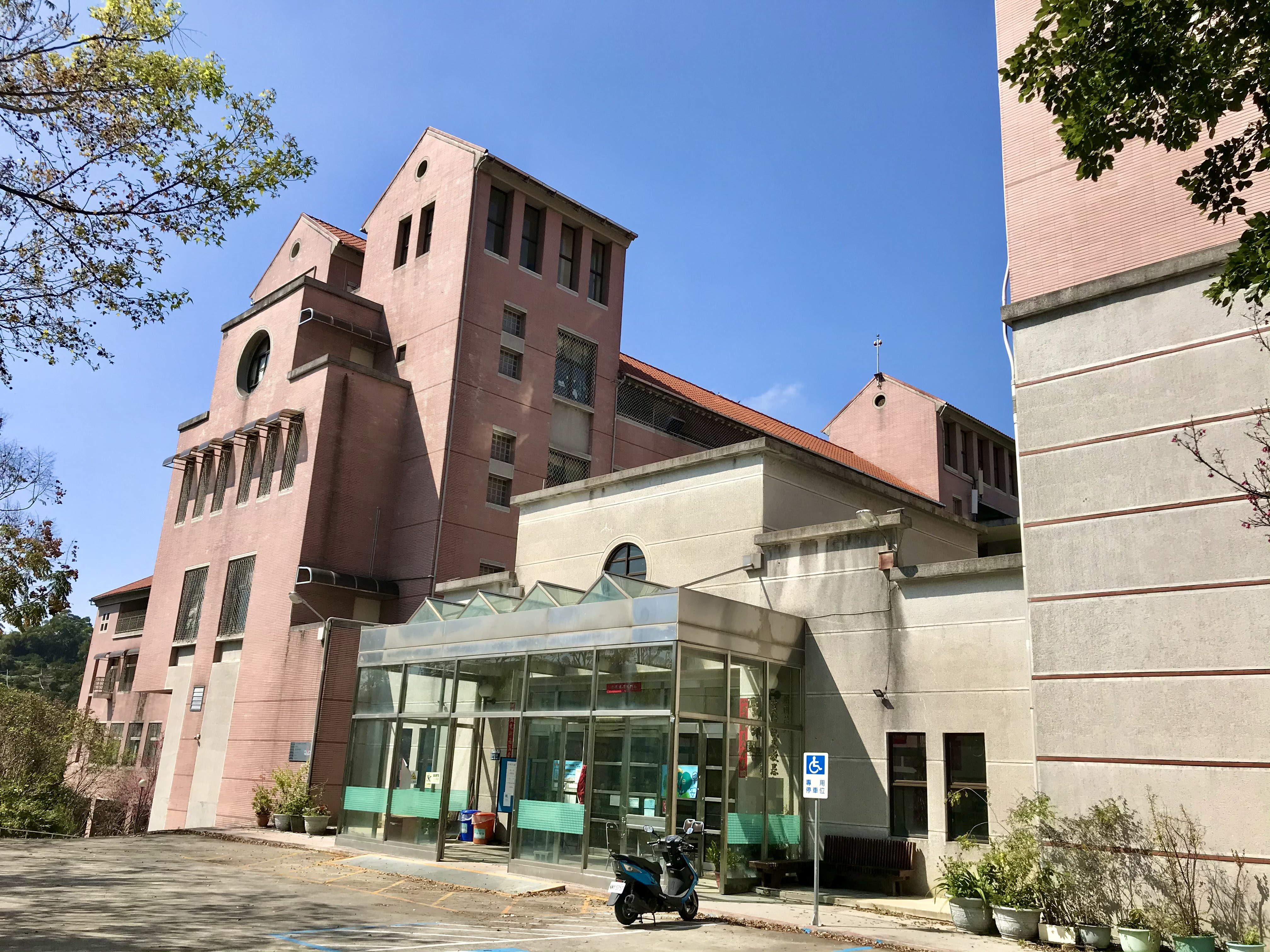
德水園身心障礙教養院

原先臺中縣首座老人殘胞安養中心（德水園）預定於1997年完成，計畫採公設民營。之後縣政府土地測量錯誤延誤施工，導致內政部於2001年要收回新臺幣四億元補助款，經時任立委的徐中雄向部長張博雅爭取後，才同意保留到2002年底。
2002年1月22日，徐中雄與台中縣各殘障福利社團負責人拜會縣長黃仲生，要求盡快發包。同年6月12日舉行動土典禮，由縣長黃仲生、內政部社會司副司長黃碧霞、豐原醫院前院長許國敏等人主持動土典禮，並邀請吳德水家屬參與。2005年7月14日，位於東勢鎮東蘭路212之1號的臺中縣立德水園身心障礙教養院啟用，院內約兩百個床位，由童傳盛文教基金會管理。